# Iwaniwka (rejon połtawski)
Iwaniwka (ukr. Іванівка) – wieś na Ukrainie, w obwodzie połtawskim, w rejonie połtawskim, w hromadzie Kobelaky. W 2001 liczyła 1090 mieszkańców, spośród których 1065 wskazało jako ojczysty język ukraiński, 24 rosyjski, a 1 białoruski.